# Саки (Більський повіт)
Саки (Сакі, пол. Saki) — село в Польщі, у гміні Більськ-Підляський Більського повіту Підляського воєводства. Населення — 76 осіб (2011).

## Історія
Вперше згадується 1576 року. У селі мешкали путні слуги Більського замку.
У 1975—1998 роках село належало до Білостоцького воєводства.

## Демографія
Демографічна структура станом на 31 березня 2011 року:
|          | Загалом | Допрацездатний вік | Працездатний вік | Постпрацездатний вік |
| -------- | ------- | ------------------ | ---------------- | -------------------- |
| Чоловіки | 36      | 2                  | 17               | 17                   |
| Жінки    | 40      | 1                  | 8                | 31                   |
| Разом    | 76      | 3                  | 25               | 48                   |